# Jim True-Frost
Jim True-Frost (Greenwich (Connecticut), 31 juli 1966), geboren als James True, is een Amerikaans acteur.

## Biografie
True-Frost is vanaf 1999 getrouwd en heeft hieruit een zoon (2008) die een aangeboren hersenverlamming heeft. Hij leeft nu met zijn gezin in Syracuse. Na het trouwen in 1999 namen zijn vrouw en hijzelf de naam True-Frost aan, hiervoor was hij actief onder de naam Jim True.

## Filmografie

### Films
Uitgezonderd korte films.
- 2023 The Mental State - als pastor Shane
- 2019 Saint Frances - als Isaac
- 2017 Monsters of God - als burgemeester Walton Green
- 2010 The Conspirator – als Hartranft
- 2009 Company Retreat – als Perry McHugh
- 2008 Sympathetic Details – als Rogers
- 2008 Diminished Capacity – als Donny Prine
- 2006 Slippery Slope – als Hugh Winston
- 2005 Winter Passing – als dokter
- 2003 Off the Map – als William Gibbs
- 1997 Affliction – als Jack Hewitt
- 1996 Far Harbor – als Ryland
- 1996 Normal Life – als Mike Anderson
- 1995 W.E.I.R.D. World – als Noah Lane
- 1994 The Hudsucker Proxy – als Buzz
- 1992 Singles – als David Bailey
- 1989 Fat Man and Little Boy – als Donald Hornig
- 1986 Crime Story – als Jo Jo Sweeney

### Televisieseries
Uitgezonderd eenmalige gastrollen.
- 2018 - 2022 Manifest - als rector Dave Hynes - 3 afl.
- 2021 American Rust - als Pete Novick - 5 afl.
- 2017 Z: The Beginning of Everything - als Max Perkins - 5 afl.
- 2016 Cold - als Nathan - 4 afl.
- 2015 American Odyssey - als Ron Ballard - 11 afl.
- 2013 - 2014 Hostages - als Logan - 11 afl.
- 2010 – 2013 Treme – als James Woodrow – 9 afl.
- 2002 – 2008 The Wire – als Roland Pryzbylewski – 50 afl.

## Theaterwerk opBroadway
- 2019 Linda Vista - als Paul
- 2007 – 2009 August: Osage County – als Little Charles (understudy)
- 2004 – 2005 The Rivals – als Faulkland
- 1996 Buried Child – als Vince
- 1994 Philadelphia, Here I Come ! – als Gareth O'Donnell
- 1990 The Grapes of Wrath – als Al